# Meinrad von Lauchert
Meinrad von Lauchert, né le 29 août 1905 et décédé le 4 décembre 1987, est un général allemand de la Wehrmacht de l'Allemagne nazie pendant la Seconde Guerre mondiale. Il est récipiendaire de la croix de chevalier de la croix de fer avec feuilles de chêne.
À la veille de la Bataille des Ardennes, Lauchert est nommé commandant de la 2e Panzerdivision. Sa division perce les lignes américaines le 16 décembre 1944 et au moment où l'offensive s'arrête, les hommes de Lauchert réalisent l'avancée la plus profonde dans le territoire contrôlé par les Alliés de toutes les formations allemandes, atteignant un point à seulement neuf kilomètres de la Meuse le 23 décembre. Par la suite, la division de Lauchert mène une action d'arrière-garde continue contre les forces américaines alors qu'elles repoussent la division à travers la frontière allemande. Lors des combats de février et mars 1945, la division cesse d'exister. Fin mars, alors que les restes de sa division sont repoussés jusqu'au Rhin sans point de passage sécurisé, Lauchert ordonne une évasion vers l'est en petits groupes. Lauchert nage à travers Rhin avec un petit nombre de son personnel et, apparemment fatigué du désespoir de la situation, déserte et est rentre à Bamberg. Après la guerre, il est emprisonné pour être jugé à Nuremberg pour crimes de guerre, mais est déclaré non coupable et libéré. Il devient par la suite conseiller militaire pour le film hollywoodien de 1965 La Bataille des Ardennes et est crédité dans le générique d'ouverture du film.

## Décorations
- Croix de fer, 2e classe (le 22 septembre 1939) et 1re classe (le 23 octobre 1939)[4]
- Agrafe de la liste d'honneur (le 8 août 1941)[4]
- Croix allemande en or, le 5 septembre 1943 en tant que major du Panzer-Regiment "von Lauchert"[5]
- Croix de chevalier de la croix de fer
  - Croix de chevalier le 8 septembre 1941 en tant que major et commandant du I./Panzer-Regiment 35[6]
  - Feuilles de chêne le 12 février 1944 en tant qu'Oberstleutnant et commandant du Panzer-Regiment 15[6]